# 17764 Schatzman
17764 Schatzman è un asteroide della fascia principale. Scoperto nel 1998, presenta un'orbita caratterizzata da un semiasse maggiore pari a 2,6056816 UA e da un'eccentricità di 0,2325836, inclinata di 5,09671° rispetto all'eclittica.